# 塞丘拉沙漠
塞丘拉沙漠（Sechura Desert）是一个南美洲的沿海沙漠，位于秘鲁皮乌拉地区南部，該沙漠沿太平洋海岸向内陆延伸至安第斯山脉山麓。1728年，沙漠中的塞丘拉被海啸摧毁，后来塞丘拉在现址重建。